# سكوت درير
سكوت درير(بالإنجليزية: Scott Dreier ) وهو ممثل أداء صوتي ومغني أمريكي ...وهو معروف بأداء شخصية الألعاب النضناض ناكلز.

## وصلات خارجية
- سكوت درير على موقع IMDb (الإنجليزية)
- سكوت درير على موقع قاعدة بيانات الفيلم (الإنجليزية)

- الموقع الرسمي
- إنترنت موفي داتابيز
- ماي سبيس